# Saburō Sakai
Saburō Sakai (坂井 三郎, Sakai Saburō , 25 d'agost de 1916 - 22 de setembre de 2000) va ser un aviador naval japonès i as de l'aviació ("Gekitsui-O" ,撃墜王) de la Marina Imperial Japonesa durant la Segona Guerra Mundial. Sakai va tenir entre 28 i 64 victòries aèries, incloses les compartides, segons els registres oficials japonesos, però la seva autobiografia, Samurai!, que va ser coescrita per Martin Caidin i Fred Saito, reclama 64 victòries aèries.

## Biografia
Saburō Sakai va néixer el 25 d'agost de 1916 a la prefectura de Saga, Japó . Va néixer en una família amb una afiliació immediata als samurais i els seus llegats guerrers. Els seus avantpassats eren ells mateixos samurais i havien participat en les invasions japoneses de Corea, però més tard es van veure obligats a guanyar-se la vida de l'agricultura després del haihan-chiken el 1871. Va ser el tercer de quatre fills (el seu nom significa literalment "tercer fill") i tenia tres germanes. Sakai tenia 11 anys quan el seu pare va morir, cosa que va deixar la seva mare sola per criar set fills. Amb recursos limitats, Sakai va ser adoptat pel seu oncle matern, que va finançar la seva educació en una escola secundària de Tòquio. No obstant això, Sakai no va tenir un bon rendiment en els seus estudis i va ser enviat de nou a Saga després del segon any.
El 31 de maig de 1933, als 16 anys, Sakai es va allistar a la Marina Imperial Japonesa com a Mariner de Quarta Classe (Mariner recluta) (四等水兵) a la Base Naval de Sasebo. Sakai va descriure les seves experiències com a recluta naval:
"Els suboficials no dubtarien a donar les pallisses més dures als reclutes que consideraven mereixedors de càstig. Sempre que cometia una infracció de la disciplina o un error en l'entrenament, un suboficial m'arrossegava físicament del meu llit: "Paret! Ajupi's, recluta Sakai!" rugia: "No ho faig perquè t'odii, sinó perquè m'agrada i vull que siguis un bon mariner. Ajupi't!" I amb això balancejava un gran pal de fusta i, amb cada unça de força que posseïa, el colpejaria contra el meu cul cap amunt. El dolor era terrible, la força dels cops incessable". "No hi havia més remei que prémer les dents i lluitar desesperadament per no cridar. De vegades comptava fins a quaranta cops que xocaven contra les natges. Sovint em desmaiava pel dolor. No obstant això, una caiguda en la inconsciència no va suposar cap fugida. El suboficial simplement va llançar una galleda d'aigua freda sobre la meva forma postrada i em va cridar perquè reprengués la posició, després de la qual cosa va continuar la seva "disciplina" fins que estigués satisfet que arreglaria l'error".
Després de completar la seva formació l'any següent, Sakai es va graduar com a mariner de tercera classe (mariner ordinari) (三等水兵). Després va servir a bord del cuirassat Kirishima durant un any. L'any 1935 va aprovar amb èxit les oposicions de l'Escola d'Artillers Navals. Sakai va ser ascendit a Mariner de Segona classe (二等水兵) el 1936, i va servir al cuirassat Haruna com a artiller de torreta. Va rebre successives promocions a Mariner de Primera classe (一等水兵) i a Suboficial de tercera classe (三等兵曹). A principis de 1937, va sol·licitar i va ser acceptat al programa d'entrenament de pilots de la marina . Es va graduar primer de la seva classe a Tsuchiura l'any 1937 i va guanyar un rellotge de plata, que li va regalar l'emperador Hirohito. Sakai es va graduar com a pilot de portaavions encara que mai va ser assignat al servei de portaavions. Un dels companys de classe de Sakai va ser Jūzō Mori, que es va graduar com a pilot de portaavions i va servir al portaavions japonès Sōryū pilotant torpediners Nakajima B5N a principis de la guerra.
Promogut a Suboficial de Segona Classe (二等兵曹) el 1938, Sakai va participar en combats aeri volant amb el Mitsubishi A5M al començament de la segona guerra sino-japonesa el 1938–1939 i va resultar ferit en acció. Més tard, va ser seleccionat per pilotar el caça Mitsubishi A6M2 Zero en combat sobre la Xina.

## Segona Guerra Mundial

### Sud-est asiàtic

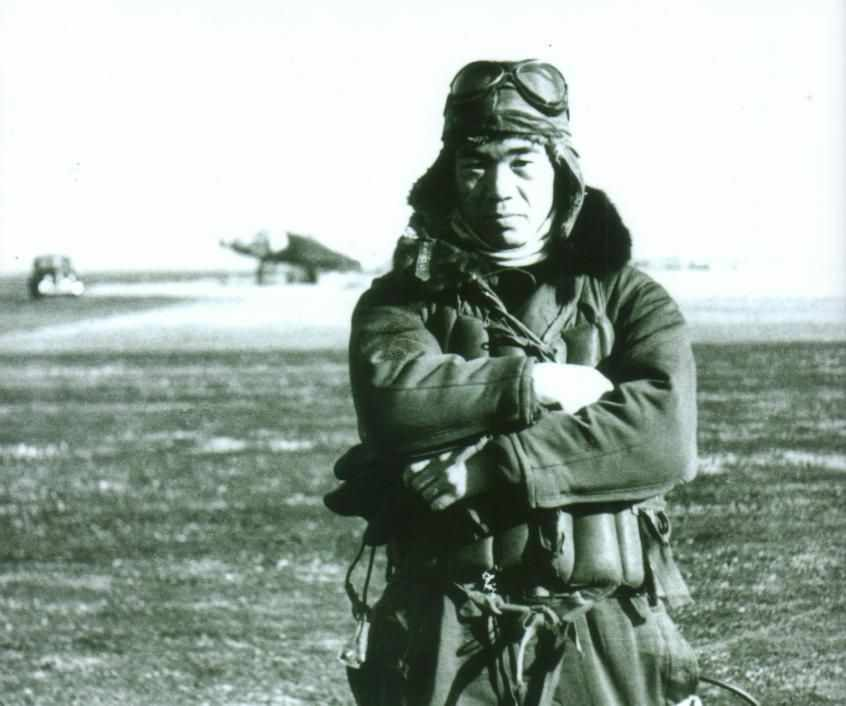
Saburō Sakai com a suboficial amb armilla salvavides

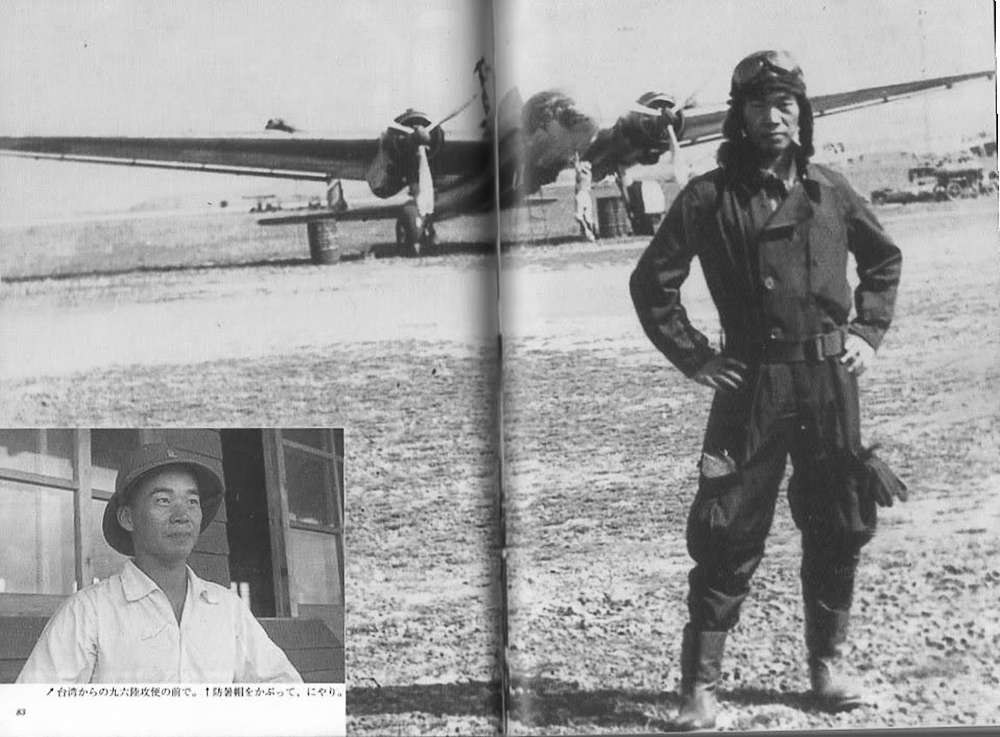
Saburō Sakai posant davant d'un avió bombarder

Quan el Japó va atacar els aliats occidentals el 1941, Sakai va participar en l'atac a les Filipines com a membre del grup aeri de Tainan. El 8 de desembre de 1941, Sakai va volar un dels 45 Zero des del Tainan Kōkūtai (un Kōkūtai era un grup aeri) que va atacar la base aèria de Clark a les Filipines. En el seu primer combat contra nord-americans, va abatre un Curtiss P-40 Warhawk i va destruir dos B-17 Flying Fortresses metrallant-los a terra. Sakai va fer missions l'endemà durant el mal temps.
El tercer dia de la batalla, Sakai va afirmar haver abatut un B-17, pilotat pel capità Colin P. Kelly. Sakai, a qui s'ha atribuït sovint la victòria, era un líder Shotai compromès en aquesta lluita amb el bombarder, encara que ell i els seus dos companys no semblen haver rebut el crèdit oficial per això.
A principis de 1942, Sakai va ser traslladat a l'illa de Tarakan a Borneo i va lluitar a les Índies Orientals Holandeses. L'alt comandament japonès va donar instruccions a les patrulles de caces per abatre tots els avions enemics que es trobessin, ja fossin armats o no. En una patrulla amb el seu Zero sobre Java, just després d'haver abatut un avió enemic, Sakai es va trobar amb un Douglas DC-3 holandès civil volant a poca alçada sobre la densa selva. Sakai inicialment va suposar que transportava gent important i va fer senyals al seu pilot que el seguís, però el pilot no va obeir. Sakai va baixar i es va apropar al DC-3. Aleshores va veure una dona rossa i un nen petit per una finestra, juntament amb altres passatgers. La dona li va recordar a la senyora Martin, una americana que de tant en tant li havia ensenyat quan era nen a l'escola secundària i havia estat amable amb ell. Va ignorar les seves ordres, va volar per davant del pilot i li va dir que seguissin endavant. El pilot i els passatgers el van saludar. Sakai no va esmentar la trobada en l'informe de combat aeri.
Durant la campanya de Borneo, Sakai va aconseguir 13 victòries més abans d'haver-se de quedar a terra per malaltia. Quan es va recuperar tres mesos més tard, a l'abril, el suboficial de primera classe Sakai es va unir a un esquadró (chutai) del Tainan Kōkūtai sota el tinent Junichi Sasai a Lae, Nova Guinea. Durant els quatre mesos següents, va aconseguir la majoria de les seves victòries en volar contra pilots americans i australians amb seu a Port Moresby.
Un mite s'ha perpetuat al llarg del temps però s'ha declarat que és producte de la imaginació de Martin Caidin, el coautor del llibre de Sakai "Samurai". Suposadament, la nit del 16 de maig, Sakai i els seus col·legues, Hiroyoshi Nishizawa i Toshio Ōta, estaven escoltant una emissió d'un programa de radio australià, i Nishizawa va reconèixer la misteriosa "Danse Macabre" de Camille Saint-Saëns. Inspirat, es diu que Nishizawa va tenir la idea de fer bucles de demostració sobre l'aeròdrom enemic. L'endemà, el seu esquadró incloïa els seus companys Hiroyoshi Nishizawa i Toshio Ōta. Al final d'un atac a Port Moresby, que havia implicat 18 Zeros, el trio va realitzar tres bucles ajustats en formació propera sobre la base aèria aliada. Nishizawa va indicar que volia repetir l'actuació. En bussejar fins a 6.000 peus (1.800 m), els tres Zeros van fer tres bucles més sense rebre cap foc antiaeri des de terra. L'endemà, un bombarder aliat solitari va sobrevolar l'aeròdrom de Lae i va deixar caure una nota enganxada a una llarga cinta de tela. Un soldat va recollir la nota i la va lliurar al comandant de l'esquadró. Es deia (parafrasejat): "Gràcies per la meravellosa exhibició d' acrobàcies per tres dels teus pilots. Si us plau, transmeteu-los les nostres salutacions i informeu-los que tindrem una càlida recepció preparada per a ells, la propera vegada que sobrevolen el nostre camp d'aviació." El comandant de l'esquadró estava furiós i va recriminar als tres pilots la seva estupidesa, però els tres asos principals del Tainan Kōkūtai es van sentir. que la coreografia aèria de Nishizawa de la Dansa Macabre havia valgut la pena.

### Teatre del Pacífic
El 3 d'agost de 1942, el grup aeri de Sakai va ser traslladat de Lae al camp d'aviació de Rabaul.

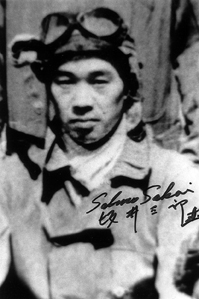
Sakai amb vestit de vol

El 7 d'agost va arribar la notícia que els marines nord-americans havien desembarcat aquell matí a Guadalcanal. Els desembarcaments inicials dels aliats van capturar un camp d'aviació, més tard anomenat Henderson Field pels Aliats, que havia estat en construcció pels japonesos. L'aeròdrom aviat es va convertir en el focus de mesos de combat durant la campanya de Guadalcanal, ja que va permetre que la potència aèria nord-americana obstaculitzés els japonesos en els seus intents de reabastir les seves tropes. Els japonesos van fer diversos intents de recuperar el camp d'Henderson que van resultar en batalles aèries gairebé diàries per al Tainan Kōkūtai.
Els marines nord-americans volant Grumman F4F Wildcats des de Henderson Field a Guadalcanal estaven utilitzant una nova tàctica de combat aeri, la "Thach Weave", que va ser desenvolupada el 1941 pels aviadors de la Marina dels Estats Units John Thach i Edward O'Hare. Els pilots japonesos Zero que volien sortir de Rabaul es van confondre inicialment per la tàctica. Sakai va descriure la reacció al teixit Thach quan es van trobar amb els Wildcats de Guadalcanal fent-lo servir:
| « | Per primera vegada el tinent comandant Tadashi Nakajima es va trobar amb el que es convertiria en una famosa maniobra de doble equip per part de l'enemic. Dos Wildcats van saltar a l'avió del comandant. No va tenir cap problema per posar-se a la cua d'un caça enemic, però mai va tenir l'oportunitat de disparar abans que el company d'equip del Grumman li rugés des del costat. Nakajima estava furiós quan va tornar a Rabaul; s'havia vist obligat a descendir i córrer per seguretat. | » |

El 7 d'agost, Sakai i tres pilots van abatre un F4F Wildcat pilotat pel tinent James "Pug" Southerland del Fighting Squadron Five (VF-5), que al final de la guerra es convertiria en un as amb cinc victòries. Sakai, que no sabia que les armes de Southerland s'havien encallat, va recordar el duel a la seva autobiografia:
| « | Desesperat, vaig fer un esclat. De seguida, el Grumman es va escapar en un rotllo cap a la dreta, va fer un gir tancat i va acabar pujant directament al meu propi avió. Mai abans havia vist un avió enemic moure's amb tanta rapidesa o gràcia, i cada segon les seves armes s'acostaven més al ventre del meu caça. Vaig rodar en un esforç per llençar-lo. No se'l sacsejaria. Estava utilitzant les meves tàctiques preferides, venint de sota. | » |

Aviat es van dedicar a una baralla de gossos amb maniobres hàbils . Després d'una llarga batalla en què els dos pilots van guanyar i perdre la avantatge, Sakai va abatre el gat salvatge de Southerland i el va colpejar per sota de l'arrel de l'ala esquerra amb el seu canó de 20 mm. Southerland llançat en paracaigudes fins a un lloc segur.
Sakai es va sorprendre amb la duresa del gat salvatge:
| « | Tenia plena confiança en la meva capacitat per destruir el Grumman i vaig decidir acabar amb el caça enemic només amb les meves metralladores de 7,7 mm. Vaig girar l'interruptor del canó de 20 mm a la posició "apagat" i vaig tancar-lo. Per alguna raó estranya, fins i tot després d'haver abocat uns cinc-centes o sis-cents cartutxos de munició directament al Grumman, l'avió no va caure, sinó que va continuar volant. Vaig pensar que això era molt estrany, no havia passat mai abans, i vaig tancar la distància entre els dos avions fins que gairebé vaig poder tocar el Grumman. Per a la meva sorpresa, el timó i la cua del Grumman es van trencar a trossos, semblant un vell tros de drap trencat. Amb el seu avió en aquestes condicions, no és estrany que el pilot no pogués continuar lluitant! Un Zero que havia agafat tantes bales ja hauria estat una bola de foc. | » |

Poc després d'haver enderrocat Southerland, Sakai va ser atacat per un solitari bombarder en picat Douglas SBD Dauntless pilotat pel tinent Dudley Adams de l'esquadró d'exploració 71 de l'USS Wasp. Adams va enviar una bala a través del dosser d'en Sakai, perdent per poc el cap de l'as, però Sakai ràpidament va agafar avantatge i va aconseguir derrotar a Adams. Tot i que Adams va ser rescatat i va sobreviure, el seu artiller, RM3/c Harry Elliot, va ser mort a la trobada. Segons Sakai, aquesta va ser la seva 60a victòria.

### Ferides greus
Poc després d'haver abatut Southerland i Adams, Sakai va veure un vol de vuit avions orbitant prop de Tulagi. Creient que es tractava d'un altre grup de Wildcats, en Sakai es va acostar a ells per sota i per darrere, amb l'objectiu d'atrapar-los per sorpresa. No obstant això, aviat es va adonar que havia comès un error: els avions eren de fet bombarders basats en portaavions amb metralladores muntades a la part posterior. Tot i això, havia avançat massa en l'atac per retrocedir i no tenia més remei que superar-ho.
En el relat de la batalla de Sakai, va identificar l'avió com a Grumman TBF Avengers i va declarar que podia veure clarament la torreta superior tancada. Va afirmar haver abatut dos dels Avengers (les seves victòries número 61 i 62) abans que el foc de retorn hagués colpejat el seu avió. Aparentment, els tres pilots Zero que el seguien van comprovar les matances, però no es va informar que cap Avenger es perdés aquell dia.
No obstant això, segons els registres de la Marina dels Estats Units, només una formació de bombarders va informar de lluitar contra Zeros en aquestes circumstàncies. Es tractava d'un grup de vuit Dauntlesses SBD de l'Enterprise, liderats pel tinent Carl Horenberger de l'esquadró de bombardeig 6 (VB-6). Les tripulacions de l'SBD van informar que havien estat atacades per dos Zero, un dels quals va arribar directament de popa i va volar al foc concentrat des dels seus canons bessons de 7,62 mm (0,3 polzades) .30 AN/M2 muntats a la part posterior . Els artillers posteriors van reclamar el Zero com a mort quan es va llançar en perill, a canvi de dos avions danyats (un de greu).
En qualsevol cas, Sakai va patir ferides greus pel foc de retorn dels bombarders. Va ser colpejat al cap per una bala de calibre .30, que li va ferir el crani i li va paralitzar temporalment el costat esquerre del cos. La ferida es descriu en un altre lloc com haver destruït el marc metàl·lic de les seves ulleres i li va "arrugar" el crani, un cop d'ull que va trencar la pell i va fer un solc, o fins i tot va esquerdar el crani però en realitat no hi va penetrar. Els vidres trencats del dosser el van cegar temporalment a l'ull dret i van reduir severament la visió de l'ull esquerre. El Zero va rodar invertit i va baixar cap al mar. Incapaç de veure fora del seu ull esquerre a causa del vidre i la sang de la seva greu ferida al cap, la visió d'en Sakai va començar a aclarir-se una mica quan les llàgrimes es van netejar la sang dels seus ulls, i va treure el seu avió de la caiguda. Es va plantejar embestir un vaixell de guerra nord-americà: "Si he de morir, almenys podria sortir com a samurai. La meva mort em portaria a diversos enemics. Un vaixell. Necessitava un vaixell". Finalment, l'aire fred el va fer revifar prou com per veure els seus instruments, i decidí que amb el que li quedava de combustible, podria aconseguir tornar a l'aeròdrom de Rabaul.

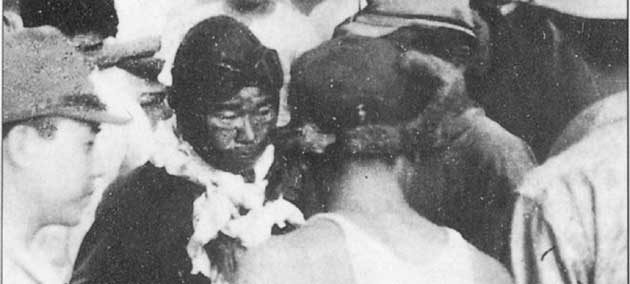
Rabaul, 8 d'agost de 1942: un Sakai greument ferit torna a Rabaul amb el seu Zero danyat després d'un vol de 4 h 47 min sobre 560 nmi (1.040 km; 640 milles). El crani d'en Sakai estava arrugat per una bala de metralladora, estava cec d'un ull i la seva cara estava inflada i cremada per l'exposició al vent a través del seu dosser trencat. Sakai camina cap a l'edifici d'operacions de vol mentre insistia a fer el seu informe de missió abans d'acceptar tractament mèdic.

Tot i que agonitzant per les seves ferides Sakai va aconseguir fer volar el seu Zero danyat en un vol de 4 h 47 min sobre 560 nmi (1.040 km; 640 milles) de tornada a la seva base a Rabaul utilitzant cims volcànics coneguts com a guies. Quan va intentar aterrar a l'aeròdrom, gairebé es va estavellar contra una línia de Zeros aparcats, però després de donar quatre voltes i amb l'indicador de combustible buit, va posar el seu Zero a la pista en el seu segon intent. Després de l'aterratge, va insistir a fer l'informe de la seva missió al seu oficial superior i després es va col·lapsar. Nishizawa el va portar a un cirurgià. Sakai va ser evacuat al Japó el 12 d'agost i allà va patir una llarga cirurgia sense anestèsia. La cirurgia li va reparar part dels danys al cap, però no va poder restaurar la visió completa del seu ull dret. Nishizawa va visitar Sakai, que es recuperava a l'hospital de Yokosuka.

### Recuperació i retorn
Després que fos donat d'alta de l'hospital el gener de 1943, Sakai va passar un any entrenant nous pilots de caça. Va trobar que la nova generació d'estudiants pilots, que normalment superaven els instructors veterans, era arrogant i poc hàbil. Amb el Japó clarament perdent la guerra aèria, va aconseguir que els seus superiors el deixin volar en combat de nou. El novembre de 1943, Sakai va ser ascendit al rang d'oficial tècnic de vol (飛行兵曹長). L'abril de 1944, va ser traslladat a l'ala aèria Yokosuka, que va ser destinat a Iwo Jima.
El 24 de juny de 1944, Sakai es va apropar a una formació de 15 caces Grumman F6F Hellcat de la Marina dels Estats Units, que havia suposat erròniament que eren avions japonesos amics. William A. McCormick va veure quatre Hellcats a la cua del Zero però va decidir no involucrar-se. Tot i enfrontar-se a avions enemics superiors, Sakai va demostrar la seva habilitat i experiència eludint els atacs i tornant il·lès al seu camp d'aviació.
Sakai va afirmar que mai no havia perdut cap ala en combat, però en va perdre almenys a per Iwo Jima.
Sakai va dir que se li havia ordenat dirigir una missió kamikaze el 5 de juliol, però que no va trobar el grup de treball nord-americà. Va ser atacat pels caces Hellcat prop de la posició informada del grup de treball, i tots els torpediners Nakajima B6N2 "Jill" del seu vol van ser abatuts. Sakai va aconseguir abatre un Hellcat i va escapar del paraigua de l'avió enemic volant cap a un núvol. En lloc de seguir ordres sense sentit quan el temps empitjorava i s'agreujava la foscor, Sakai va portar la seva petita formació de tornada a Iwo Jima. No obstant això, segons l'informe de combat aeri, la seva missió era escortar els bombarders cap a i des dels seus objectius, i a la tarda del 24 de juny, Sakai es va unir a l'atac contra la força de treball dels EUA.
L'agost de 1944, a Sakai va ser comissionat com alferes (少尉). Va ser traslladat al 343è Grup Aeri i va tornar a l'ala aèria de Yokosuka.
Gairebé a la mateixa època, en Sakai es va casar amb la seva cosina Hatsuyo, que li va demanar una daga perquè ella pogués suïcidar-se si queia en batalla. La seva autobiografia, Samurai!, acaba amb Hatsuyo llençant la daga després de la rendició del Japó i dient que ja no la necessitava.
Saburō Sakai va participar en l'última missió de guerra de l'IJNAS atacant dos Consolidated B-32 Dominators de reconeixement el 18 d'agost, que estaven realitzant un reconeixement fotogràfic i provant el compliment japonès de l'alto el foc. Inicialment va identificar erròniament els avions com a Boeing B-29 Superfortresses . Tots dos avions van tornar a la seva base al camp d'aviació de Yontan , Okinawa. La seva trobada amb els B-32 Dominators a la missió final de l'IJNAS no es va incloure a Samurai! .
Sakai va ser ascendit a subtinent (中尉) després d'haver acabat la guerra.

## Tornada a la vida civil

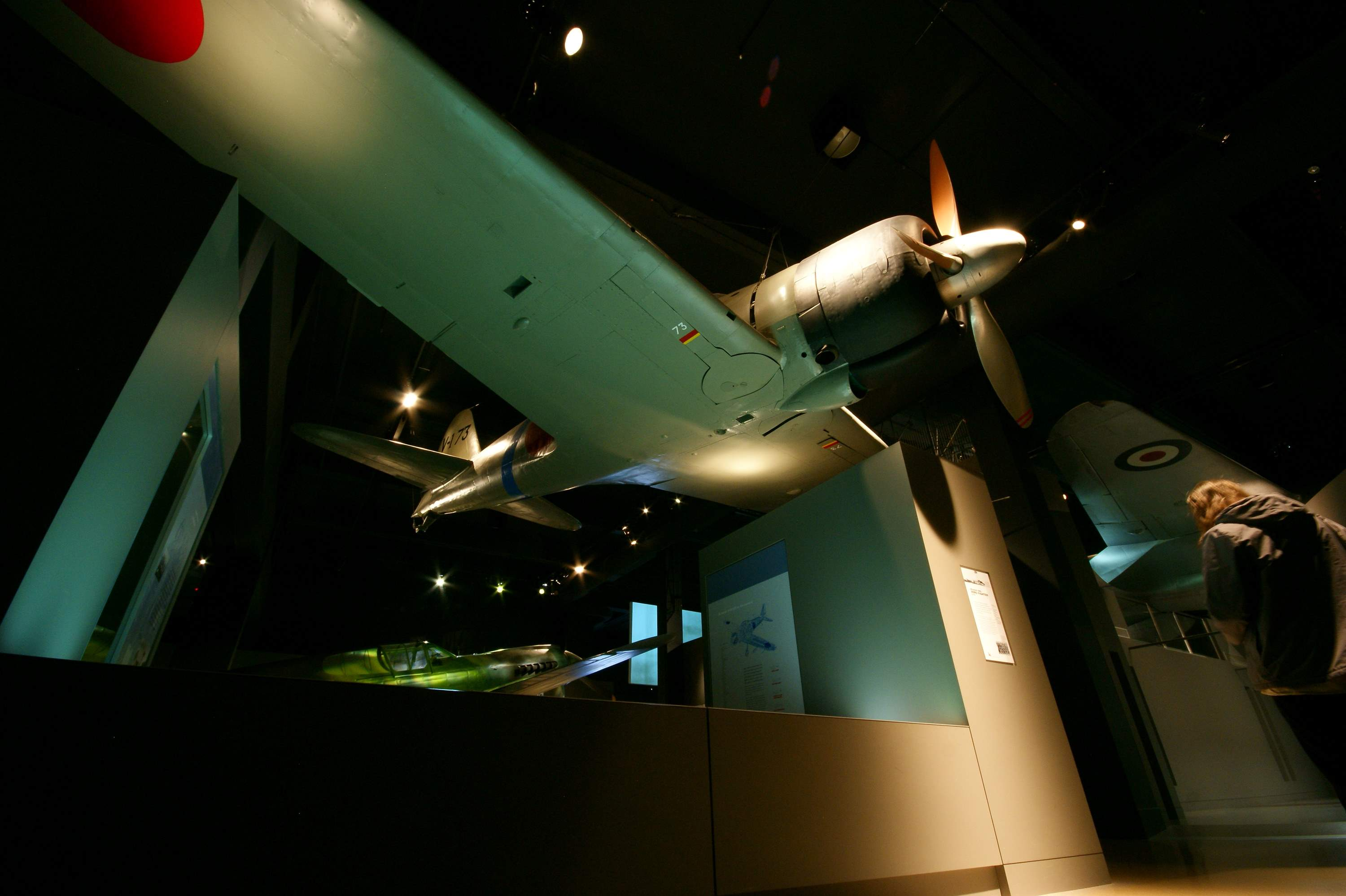
L'A6M2 Zero, de Sakai, codi de cua V-173, conservat a l'Australian War Memorial a Canberra

Després de la guerra, Sakai es va retirar de la Marina. Es va convertir en un acòlit budista i es va comprometre a no matar mai més res que visqués, ni tan sols un mosquit.
Així mateix, tot i que el Japó havia estat derrotat a la Segona Guerra Mundial amb grans pèrdues de vides, Sakai va acceptar amb serenitat aquest resultat: "Si m'haguessin ordenat bombardejar Seattle o Los Angeles per posar fi a la guerra, no ho hauria dubtat. Així que Entenc perfectament per què els nord-americans bombardegessin Nagasaki i Hiroshima".
Els temps eren difícils per a Sakai. Va tenir problemes per trobar feina, i Hatsuyo va morir el 1947. Es va tornar a casar el 1952 i va començar una impremta.
Sakai va enviar la seva filla a la universitat als Estats Units "per aprendre anglès i democràcia."
Sakai va visitar els Estats Units i es va trobar amb molts dels seus antics adversaris, inclòs el tinent comandant Harold "Lew" Jones (1921-2009), l'artiller de l'SBD Dauntless (pilotat pel insigne Robert C. Shaw), que l'havia ferit.
Després d'un sopar formal de la Marina dels Estats Units l'any 2000 a l'estació aèria naval d'Atsugi en què havia estat un convidat d'honor, Sakai va morir d'un atac de cor als 84 anys.
Li van sobreviure la seva segona dona, Haru, dues filles i un fill.

## A la cultura popular

### Llibres
S'han afirmat que la seva autobiografia Samurai! inclou històries de ficció, i que el nombre de morts especificat en aquest treball es va incrementar per promoure les vendes del llibre de Martin Caidin. El llibre no es va publicar al Japó i difereix de les seves biografies allà.
Winged Samurai: Saburo Sakai and the Zero Fighter Pilots és un llibre de 1985 d'Henry Sakaida que tracta sobre la història de la guerra de Saburō Sakai.

### Cinema
La pel·lícula Zero Pilot de 1976 va dramatitzar les experiències de Saburō Sakai com a pilot de caça de la Segona Guerra Mundial. En ell, Sakai és interpretat per l'actor Hiroshi Fujioka. El guió està basat en el llibre de Sakai Samurai!.

## Dates de promoció
- Mariner de Quarta Classe 1933
- Mariner de tercera classe - 1934
- Mariner de Segona classe - 1936
- Suboficial de tercera classe - 1937
- Suboficial de Segona Classe - 1938
- Suboficial de primera classe - 1942
- Oficial tècnic de vol - 1943
- Alferes - 1944
- Sotstinent - 1945